# Coelorinchus biclinozonalis
Coelorinchus biclinozonalis es una especie de pez de la familia Macrouridae en el orden de los Gadiformes.

## Morfología
• Los machos pueden llegar alcanzar los 60 cm de longitud total.

## Hábitat
Es un pez de aguas  subtropicales que vive entre 4-549 m de profundidad.

## Distribución geográfica
Es un endemismo de Nueva Zelanda.